# アニメシリーズ
アニメシリーズは、秋田県のフジテレビ系列局・秋田テレビで放送されていた平日夕方のアニメ枠の総称。

## 概要
秋田県唯一の夕方帯アニメ放送枠で、秋田放送が撤退、秋田朝日放送はテレビ東京系アニメを放送していないため、週4日通してアニメ枠を編成しているのは当局のみであった。当枠ではテレビ東京系列のアニメが多く編成される傾向があった。ただし、金曜日は放送なしで、月曜 - 木曜の週4日の帯番組となっていた。年末年始等の特別編成時にはこのアニメシリーズという名前は使用されなかった。2016年4月4日より、情報番組『げつ→きん420』が当枠で放送されることに伴い、当時放送されていた『ポケモンの家あつまる?』、『ドラゴンボール超』、『ポケットモンスター XY&Z』は別枠に移転して放送を継続、アニメシリーズは事実上廃枠となった。なお、火曜枠は、『フューチャーカード バディファイト』の終了時点で既に廃枠となっている。

## 放送時刻
- - 2005年3月：月曜 - 木曜 16:29 - 16:59
- 2005年4月 - 2007年9月27日：月曜 - 木曜 16:25 - 16:55
- 2007年10月1日 - 2012年9月27日：月曜 - 木曜 16:23 - 16:53
- 2012年10月1日 - 2013年9月26日：月曜 - 木曜 16:21 - 16:50
- 2013年9月30日 - 2015年8月14日：月曜 - 木曜 16:20 - 16:50
- 2015年8月17日 - 2016年3月31日：月曜、水曜、木曜 16:20 - 16:50
  - 2009年4月23日から6月18日までは木曜 14:05 - 14:35にも増枠していた。

## 放送作品
2016年3月31日終了時点

### 月曜日
- とっとこハム太郎（ - 2006年6月5日、テレビ東京製作）
- きらりん☆レボリューション（2006年6月12日 - 2009年5月18日、テレビ東京製作）[1]
- ポケモン☆サンデー（2009年5月25日 - 2010年10月4日、テレビ東京制作）[2]
- ポケモンスマッシュ!（2010年10月11日 - 2013年10月7日、テレビ東京制作）
- ポケモンゲット☆TV（2013年10月14日 - 2015年10月5日、テレビ東京制作）
- ポケモンの家あつまる?（2015年10月12日 - 2016年3月28日、テレビ東京制作）[3]

### 火曜日
- MÄR-メルヘヴン-（ - 2007年5月29日、テレビ東京製作）
- ハヤテのごとく!（2007年6月5日 - 2008年6月3日、テレビ東京製作）
- 絶対可憐チルドレン（2008年6月10日 - 2009年4月14日、テレビ東京製作）
- クロスゲーム（2009年4月21日 - 2010年4月6日、テレビ東京製作）
- ひめチェン! おとぎちっくアイドル リルぷりっ（2010年4月13日 - 2011年4月19日、テレビ東京製作）
- カードファイト!! ヴァンガード（2011年4月26日 - 2012年8月21日、テレビ愛知制作）
- カードファイト!! ヴァンガード アジアサーキット編（2012年8月28日 - 2013年5月28日、テレビ東京製作）
- カードファイト!! ヴァンガード リンクジョーカー編（2013年6月4日 - 2014年7月29日、テレビ東京製作）[4]
- フューチャーカード バディファイト（2014年8月5日 - 2015年8月11日、テレビ愛知制作）[5]

### 水曜日
- デジモンアドベンチャー（1999年 - 2000年、フジテレビ制作）
- デジモンアドベンチャー02（2000年 - 2001年、フジテレビ制作）
- デジモンテイマーズ（2001年 - 2002年、フジテレビ制作）
- デジモンフロンティア（2002年 - 2003年4月23日、フジテレビ製作）
- 金色のガッシュベル!!（2003年4月30日 - 2006年5月10日、フジテレビ製作）
- デジモンセイバーズ（2006年5月17日 - 2007年4月25日、フジテレビ制作）
- ゲゲゲの鬼太郎（2007年5月2日 - 2009年4月15日、フジテレビ制作）
- ドラゴンボール改（2009年4月22日 - 2011年4月20日、フジテレビ制作）
- トリコ（2011年4月27日 - 2014年4月9日、フジテレビ制作）
- ドラゴンボール改（2014年4月16日 - 2015年7月8日、フジテレビ制作、第2期）
- ドラゴンボール超（2015年7月15日 - 2016年3月30日、フジテレビ制作）[6]

### 木曜日

#### 14:05 - 14:35
- 絶対可憐チルドレン（2009年4月23日 - 6月18日、テレビ東京製作）
  - 枠移動。

#### 16:20 - 16:50
- ポケットモンスター アドバンスジェネレーション（ - 2006年10月5日、テレビ東京製作）
- ポケットモンスター ダイヤモンド&パール（2006年10月12日 - 2010年9月23日、テレビ東京製作）
- ポケットモンスター ベストウイッシュ（2010年9月30日 - 2013年10月17日、テレビ東京製作）
- ポケットモンスター XY→ポケットモンスター XY&Z（2013年10月24日 - 2016年3月31日、テレビ東京製作）[7]

## 備考
- 2023年4月現在、秋田放送・秋田朝日放送ではテレビ東京系アニメは放送されていない。
- 隣県のフジテレビ系列局・岩手めんこいテレビでも、2013年3月まで平日夕方帯のアニメ枠が設定されていた（2023年4月現在は金曜夕方に『ポケモンとどこいく!?』と『ポケットモンスター』が放送されるのみ）。
- 当枠で放送されているアニメはテレビ東京系列含めて全てスポンサードネット（一部のみ）を実施していた。通常、系列外のアニメは番組販売のためスポンサーが付かない場合が多く、この体制は地方局では珍しい。
- 当枠以外でも、2013年5月5日から『ONE PIECE』が放送再開されている。こちらは番組販売扱い。